# 252 a.C.
Il 252 a.C. (CCLII a.C. in numeri romani) è un anno  del III secolo a.C.

## Eventi
- Roma, Consoli Gaio Aurelio Cotta, Publio Servilio Gemino
- Regno dell'Annam, nel Vietnam centrale: la Dinastia Thuc rimpiazza la dinastia Hong-ban-thi.